# Noryang
Série Trilogie de Yi Sun-sin
Hansan : La Bataille du dragon
(2022)
Pour plus de détails, voir Fiche technique et Distribution.
Noryang (hangeul : 노량: 죽음의 바다 ; RR : Noryang: jukeumeui bada ; litt. « Noryang : la mer de la mort ») est un film sud-coréen réalisé par Kim Han-min, sorti en 2023. Il s'agit du dernier volet de la trilogie de Yi Sun-sin, après The Admiral: Roaring Currents (명량: 회오리바다, 2014) et Hansan : La Bataille du dragon (한산: 용의 출현, 2022),. Le film dépeint la bataille de No Ryang, dernière bataille importante des invasions japonaises de la Corée (1592-1598).

## Synopsis
Le film commence par une scène d'agonie de Hideyoshi Toyotomi. Selon ses dernières volontés, il donne l'ordre à l'armée japonaise de se retirer de la Corée et transmet le pouvoir à son jeune fils :Toyotomi Hideyori.
Les forces terrestres et navales (forteresse de Suncheon) commandées par Konishi Yukinaga, derniers à être informé du retrait, se trouvent bloquées par un blocus naval imposé par la marine coréenne (dynastie Chosŏn) de Yi Sun-sin et son allié, la marine chinoise (dynastie Ming) de Chen Lin.
Les émissaires de Konishi soudoient Chen Li et ses hommes afin de lever le blocus en lui promettant la fin de la guerre et le retour de la paix. Chen Li, soucieux de la vie de ses hommes, accepte de laisser passer 3 navires japonais sans informer son allié Yi-Sun-sin, qui refuse toute proposition de paix avec les japonais sans combattre.
La raison du refus de Yi Sun sin : pendant la guerre d'Imjin, qui dure sept longues années, Yi Sun-sin assiste impuissant au massacre de son fils par des soldats japonais et jure d'infliger une sévère défaite pour éviter tout esprit de revanche dans un futur proche.
Les navires japonais, que Chen Li a laissé passer, étaient une ruse de Konishi qui souhaite rallier sa flotte et celle de l'amiral Shimazu Yoshihiro. Shimazu commande une flotte de 500 navires et 20 000 hommes regroupés à l'est du détroit de No Ryang. L'objectif est de briser le blocus et de vaincre définitivement la flotte de Yi Sun Sin.
Yi Sun sin avait tout anticipé et va tendre un piège aux forces japonaise, pourtant supérieures en nombre d'hommes et de navires: La future bataille de No Ryang débute....

## Fiche technique
Sauf indication contraire ou complémentaire, les informations mentionnées dans cette section peuvent être confirmées par la base de données de KMDb
- Titre original : 노량: 죽음의 바다
- Titre français : Noryang
- Titre anglophone : Noryang: Deadly Sea
- Réalisation : Kim Han-min
- Scénario : Kim Han-min, Yoon Hong-gee et Lee Na-ra
- Musique : Kim Tae-seong
- Direction artistique : Cho Hwa-seong
- Costumes : Gwon Yu-jin
- Photographie : Kim Tae-seong
- Montage : An Hyeon-geon
- Production : Kim Joo-kyung et Lee Dae-hee
- Société de production : Big Stone Pictures
- Société de distribution : Lotte Entertainment[4]
- Pays de production :  Corée du Sud
- Langues originales : coréen, japonais
- Format : couleur
- Genre : guerre historique
- Dates de sortie :
  - Corée du Sud : 20 décembre 2023
  - France : 30 avril 2024 (vidéo à la demande)

## Distribution
- Kim Yoon-seok : Yi Sun-sin
- Baek Yun-shik : Shimazu Yoshihiro
- Jung Jae-young : Chen Lin
- Huh Joon-ho : Deng Zilong
- Kim Sung-kyu : Junsa (ko)
- Lee Kyu-hyung (en) : Arima Harunobu
- Lee Moo-saeng (en) : Konishi Yukinaga
- Choi Deok-moon (en) : Song Hee-rip (ko)
- Ahn Bo-hyun : Yi Hoe, fils de Yi Sun-sin
- Park Myeong-hoon : Moriatsu
- Park Hoon (en) : Lee Woon-ryong
- Moon Jeong-hee (en) : Mme Bang
- Jeong Ki-seop (ko) : Jin Jam
- Yoo Sung-joo : le psychologue
- Ahn Seong-bong : Kwon Jun
- Ahn Se-ho : le général Ryu Hyeong
- Lee Seong-wook : Yi Sun-sin (en)
- Joo Seok-tae (ko) : Shimazu Toyohisa
- Choi Jeong-tae : Tachibana Muneshige
- Kim Joong-hee : Ōmura Yoshiaki
- Yeo Jin-goo : Yi Myeon, fils Benjamin de Yi Sun-sin (caméo)
- Lee Je-hoon : Gwang-hae, jeune (caméo)

## Production

### Développement
En 2013, pendant la production The Admiral: Roaring Currents, Big Stone Pictures révèle leurs prochains projets de deux séquelles sur Yi Sun-sin, qui ont pour titre Noryang: Deadly Sea (노량: 죽음의 바다 ) et Hansan : La Bataille du dragon (한산: 용의 출현), en fonction du succès de The Admiral. Suivant le box-office du premier volet faisant partie de la liste des plus gros succès de tous les temps en Corée du Sud, la production des suites est finalement confirmée.

### Attribution des rôles
En décembre 2020, Kim Yoon-seok est engagé pour interpréter l'amiral coréen Yi Sun-sin, aux côtes de Jung Jae-young et Huh Joon-ho qui se verront dans les rôles des généraux de la dynastie Ming, ainsi que Baek Yun-shik en général japonais.
En février 2021, Yeo Jin-goo retrouve Kim Yoon-seok pour une apparition exceptionnelle.

### Tournage
Le tournage commence le 14 janvier 2021, et s'achève le 15 juin.

## Sortie
Il sort le 20 décembre 2023 en Corée du Sud.